# Премія НАН України імені Д. Ф. Чеботарьова
Пре́мія і́мені Дмитра́ Фе́доровича Чеботарьо́ва — премія, встановлена Національною академією наук України за видатні роботи в галузі геронтології та геріатрії.
Премію засновано постановою Президії НАН України № 266 від 24 жовтня 2008 року та названо на честь видатного українського ученого, терапевта, організатора української медичної науки, академіка АН УРСР, академік АМН України, академіка АМН СРСР Дмитра Федоровича Чеботарьова. Перше вручення відбулося у 2009 році за результатами конкурсу 2008 року.
Премію імені Д. Ф. Чеботарьова присуджує Відділення біохімії, фізіології і молекулярної біології НАН України щотри роки.

## Лауреати премії
| Рік  | Тема | Лауреати                           | Коротко про лауреата |
| ---- | --- | ---------------------------------- | --- |
| 2009 | Монографія «Пинеальная железа: пути коррекции при старении» | Коркушко Олег Васильович           | член-кореспондент НАН України, академік АМН України, завідувач відділення Державної установи «Інститут геронтології ім. Д. Ф. Чеботарьова АМН України»                                         |
| 2009 | Монографія «Пинеальная железа: пути коррекции при старении» | Хавінсон Володимир Хацкелевич      | член-кореспондент РАМН, директор Санкт-Петербурзького інституту біорегуляції і геронтології Північно-Західного відділення РАМН                                                                 |
| 2009 | Монографія «Пинеальная железа: пути коррекции при старении» | Шатило Валерій Броніславович       | доктор медичних наук, провідний науковий співробітник Державної установи «Інституту геронтології ім. Д. Ф. Чеботарьова АМН України»                                                            |
| 2012 | Цикл праць «Нові підходи до діагностики, профілактики та лікування цереброваскулярної та кардіоваскулярної патології»                                                 | Ахаладзе Микола Георгійович        | доктор медичних наук, завідувач відділення Державної установи «Інститут геронтології ім. Д. Ф. Чеботарьова АМН України»                                                                        |
| 2012 | Цикл праць «Нові підходи до діагностики, профілактики та лікування цереброваскулярної та кардіоваскулярної патології»                                                 | Кузнецова Світлана Михайлівна      | член-кореспондент НАМН України, завідувач відділу Державної установи «Інститут геронтології ім. Д. Ф. Чеботарьова АМН України»                                                                 |
| 2012 | Цикл праць «Нові підходи до діагностики, профілактики та лікування цереброваскулярної та кардіоваскулярної патології»                                                 | Лішневська Вікторія Юріївна        | доктор медичних наук, професор Державної установи «Інститут геронтології ім. Д. Ф. Чеботарьова АМН України»                                                                                    |
| 2015 | Цикл робіт «Механізми впливу газового середовища на функціональні можливості організму при старінні»                                                                  | Березовський Вадим Якимович        | доктор медичних наук, професор, співробітник відділу клінічної патофізіології Інституту фізіології ім. О. О. Богомольця НАН України                                                            |
| 2015 | Цикл робіт «Механізми впливу газового середовища на функціональні можливості організму при старінні»                                                                  | Кульчицький Олег Костянтинович     | доктор медичних наук, професор, завідувач відділу регуляції метаболізму, заступник директора з наукової роботи Державної установи «Інститут геронтології імені Д. Ф. Чеботарьова НАМН України» |
| 2015 | Цикл робіт «Механізми впливу газового середовища на функціональні можливості організму при старінні»                                                                  | Мурадян Хачик Казарович            | доктор медичних наук, професор, співробітник лабораторії фізіології Інституту геронтології ім. Д. Ф. Чеботарьова НАМН України                                                                  |
| 2018 | Цикл робіт «Механізми розвитку, діагностика, профілактика та лікування захворювань кістково-м'язової системи у людей літнього віку»                                   | Поворознюк Владислав Володимирович | доктор медичних наук, керівник відділу Державної установи «Інститут геронтології імені Д. Ф. Чеботарьова НАМН України»                                                                         |
| 2018 | Цикл робіт «Механізми розвитку, діагностика, профілактика та лікування захворювань кістково-м'язової системи у людей літнього віку»                                   | Григор'єва Наталія Вікторівна      | доктор медичних наук, провідний науковий співробітник Державної установи «Інститут геронтології імені Д. Ф. Чеботарьова НАМН України»                                                          |
| 2018 | Цикл робіт «Механізми розвитку, діагностика, профілактика та лікування захворювань кістково-м'язової системи у людей літнього віку»                                   | Дзерович Наталія Іванівна          | доктор медичних наук, головний науковий співробітник Державної установи «Інститут геронтології імені Д. Ф. Чеботарьова НАМН України»                                                           |
| 2024 | Цикл робіт «Вікові особливості індукованих гіпоксією протективних механізмів при серцево-судинних і метаболічних захворюваннях та розробка нових методів їх корекції» | Портниченко Алла Георгіївна        | доктор медичних наук, завідувач відділу Інституту фізіології імені О. О. Богомольця НАН України                                                                                                |
| 2024 | Цикл робіт «Вікові особливості індукованих гіпоксією протективних механізмів при серцево-судинних і метаболічних захворюваннях та розробка нових методів їх корекції» | Портніченко Володимир Ілліч        | доктор медичних наук, завідувач відділу Інституту фізіології імені О. О. Богомольця НАН України                                                                                                |
| 2024 | Цикл робіт «Вікові особливості індукованих гіпоксією протективних механізмів при серцево-судинних і метаболічних захворюваннях та розробка нових методів їх корекції» | Розова Катерина Всеволодівна       | доктор біологічних наук, провідний науковий співробітник Інституту фізіології імені О. О. Богомольця НАН України                                                                               |